# Gerald Ayres
Gerald Ayres (3 de febrero de 1936 – 7 de abril de 2018) fue un ejecutivo de estudios cinematográficos, productor y guionista estadounidense. Es conocido por su trabajo como productor de The Last Detail (1973) protagonizada por Jack Nicholson y como guionista de Rich and Famous (1981), la última película dirigida por George Cukor.

## Primera vida y educación
Ayres nació en San Diego, California de Bickings Ayres, un marinero de la Armada de los Estados Unidos, y Madeline Brown Ayres; tuvo un hermano que murió cuando era joven.
Ayres recibió una beca para Yale University. Durante este tiempo, se produjeron varias de sus obras. Dejó los estudios unos meses antes de graduarse para dedicarse a una carrera como escritor de teatro en Nueva York.

## Carrera

### Cine
Ayres trabajó en Nueva York en 1957 como escritor de teatro y "doctor de obras". Entre trabajos de escritura, trabajó en una fábrica de cremalleras en el distrito de la confección y como analista de historias para la oficina de Columbia Pictures en Nueva York. En 1964, fue llevado al estudio de Hollywood de Columbia como asistente del nuevo jefe del estudio, Mike Frankovich. Durante los siguientes cinco años, el estudio lanzó una serie de películas exitosas, incluyendo Lawrence of Arabia, A Man for All Seasons, Guess Who's Coming to Dinner, In Cold Blood, Georgie Girl, Oliver, To Sir, With Love y Funny Girl. Cuando Frankovich se fue en 1971, Ayres fue nombrado jefe creativo del estudio.
En 1970, Ayres fue productor de The Model Shop dirigida por el autor francés Jacques Demy y protagonizada por Anouk Aimée y Gary Lockwood, pero no fue acreditado debido a su posición como ejecutivo del estudio. En ese momento, intentó sin éxito asegurar financiamiento para que la esposa de Demy, Agnès Varda, dirigiera un guion que había escrito, Peace and Love.
Ayres produjo para Columbia la pequeña película Cisco Pike en 1972, protagonizada por Kris Kristofferson, Gene Hackman y Karen Black. En 1973, produjo The Last Detail, que fue nominada a tres Premios de la Academia: Jack Nicholson como actor, Robert Towne como guionista y Randy Quaid como actor de reparto. La película ganó el premio a la mejor película de BAFTA y Nicholson ganó el premio al mejor actor en Cannes. Los ejecutivos de Columbia consideraron la película "anti-estadounidense", y Ayres llevó la producción a Toronto.
En 1979, Ayres escribió el guion de Foxes, protagonizada por Jodie Foster, que coprodujo con David Puttnam. Escribió el guion de Rich and Famous, que se estrenó en 1981, protagonizada por Jacqueline Bisset y Candice Bergen. Recibió el Writers Guild of America Award por Mejor Comedia Adaptada de Otro Medio.

### Televisión
Ayres trabajó en una adaptación televisiva de The Last Detail en 1981. El piloto fue dirigido por Jackie Cooper, pero no fue aceptado.
Ayres escribió el guion de la película para ABC de 1992 Stormy Weathers, protagonizada por Cybill Shepherd.
Para TNT, Ayres escribió Crazy in Love de 1993, protagonizada por Holly Hunter, Frances McDormand, Bill Pullman y Julian Sands. Recibió nominaciones para los premios Artois, Golden Globe y CableAce.
Ayres desarrolló algunos materiales que nunca fueron producidos, incluyendo un piloto para Marcy Carsey y Tom Werner, un piloto para Paul Witt & Tony Thomas, un guion para Richard Dreyfuss, John Avildsen y Mike Medavoy. Desarrolló otro original para David Field y Stephen Bach en United Artists; un guion de larga duración para HBO sobre la vida de Dorothy Parker para Rick Rosenberg y Robert Christiansen.
En 1995, Ayres escribió una miniserie de cuatro horas para NBC sobre la vida de Elizabeth Taylor, que se lanzó como Destiny. El productor, Lester Persky, cambió radicalmente el guion durante la producción y Ayres decidió usar un seudónimo en el trabajo producido.

## Vida personal
Ayres se casó a los 21 años con Anne Bartlett Ayres. Tienen dos hijos y dos nietos. Su matrimonio terminó en 1971 en gran parte debido a la creciente aceptación de Ayres de su preferencia por una vida gay. Dejó Hollywood en 1971 para unirse a una comuna gay en las Sierras. Regresó con un amante, Nick Kudla, y vivió una vida abiertamente gay.
El segundo matrimonio de Gerald Ayres tuvo lugar en Watertown, Nueva York, el 4 de septiembre de 2013, con Guy Briscoe Ayres, cuyo nombre de guerra como artista es Nicola Filippo.

## Filmografía

### Guionista

#### Cine
- 1981 Rich and Famous[10]
- 1980 Foxes

#### Televisión
- 1995 Destiny (miniserie de TV sobre la vida de Elizabeth Taylor) escrito bajo el seudónimo de Burr Douglas
- 1992 Crazy in Love (película para TV) (guion)
- 1992 Stormy Weathers (película para TV) (guion)
- 1982 Rumpelstiltskin (1982) (guion)
- 1979 The Rockford Files, "The Return of the Black Shadow" emitido el 17 de febrero de 1979

### Productor
- 1980 Foxes[11]
- 1973 The Last Detail[12]
- 1972 Cisco Pike

### Actor
- 1973 The Last Detail - Patinador en la pista de hielo (no acreditado)
- 2002 How to Draw a Bunny (documental) Él mismo

## Premios
- Rich and Famous- 1980 Premio del Sindicato de Guionistas al Mejor Guion Adaptado de Comedia del Año